# 田部真史
田部 真史（たなべ まさし）は日本の財務官僚。

## 来歴
愛知県立旭丘高等学校、東京大学法学部卒業。東大法学部在学中に国家公務員一種試験（法律）に合格。1996年 大蔵省入省（大臣官房文書課）。1998年6月から北京大学、ハーバード大学へ留学。2001年7月 金融庁監督局総務課企画調整係長。2002年7月 金融庁監督局総務課長補佐。不良債権問題を担当。その後は財務省主計局主計官補佐（総務、地方財政係主査）などを歴任し、2019年7月13日 国際局開発機関課開発企画官兼国際局地域協力課兼国際局国際機構課。2020年7月22日 国際局開発機関課長。2022年7月1日 金融庁監督局銀行第二課長。

## 略歴
- 1996年4月：大蔵省入省（大臣官房文書課）。
- 1998年6月：留学（北京大学）。
- 1999年6月：留学（ハーバード大学）。
- 2001年7月：金融庁監督局総務課企画調整係長[3]。
- 2002年7月：金融庁監督局総務課長補佐。
- 2003年：派遣職員（アジア開発銀行）。
- 2007年7月：財務省主計局主計官補佐（総務、地方財政係主査）。
- 2008年7月：主計局主計企画官補佐（調整第一係主査） 兼 主計局司計課長補佐[4]。
- 2009年7月：大臣官房政策金融課長補佐（総括）[5]。
- 2010年：金融庁総務企画局政策課長補佐（総括）[6]。
- 2011年：金融庁総務企画局市場課市場企画管理官 兼 金融庁総務企画局市場課長補佐（総括）[7]。
- 2014年7月：大臣官房総合政策課長補佐 兼 大臣官房総合政策課政策調整室長。
- 2015年7月3日：派遣職員（アジア開発銀行）。
- 2019年7月13日：国際局開発機関課開発企画官 兼 国際局地域協力課 兼 国際局国際機構課。
- 2020年7月22日：国際局開発機関課長。
- 2022年7月1日：金融庁監督局銀行第二課長。